# ماژین
ماژین یکی از شهرهای شهرستان دره‌شهر در استان ایلام است. این شهر در کنار کبیرکوه و رود سیمره واقع شده‌است. 

## زبان
اغلب مردم ماژین به زبان لری سخن می گویند.

## جمعیت
بر پایه سرشماری عمومی نفوس و مسکن در سال ۱۳۹۵ جمعیت این مکان ۱٬۵۱۲ نفر (۴۴۲ خانوار) بوده‌است.

## موقعیت شهر جغرافیایی
این شهر در نزدیکی شهرهای پلدختر، اندیمشک و دره‌شهر واقع شده‌است. با اینکه ماژین در شهرستان دره‌شهر و استان ایلام قرار دارد ولی راه ارتباطی به مرکز استان ندارد. تنها راه ارتباطی ماژین از طریق شهر پلدختر است.